# AEW Revolution
AEW Revolution es un evento anual de pago por visión producido por la empresa de lucha libre profesional All Elite Wrestling en el mes de marzo. Este evento fue incorporado a la programación de PPVs de AEW en 2020, inicialmente en el mes de febrero.
El 9 de diciembre de 2019, All Elite Wrestling anunció que regresarían a The Chicago Comic & Entertainment Expo (C2E2), que tendrá lugar del 28 de febrero al 1 de marzo de 2020. Durante el episodio del 11 de diciembre de Dynamite, AEW anunció que el próximo pago por visión sería Revolution y se asociaría con C2E2.

## Fechas y lugares
| Evento            | Fecha                 | Lugar                      | Estadio                  | Asistencia | Evento principal                        |
| ----------------- | --------------------- | -------------------------- | ------------------------ | ---------- | --------------------------------------- |
| Revolution (2020) | 29 de febrero de 2020 | Chicago, Illinois          | Wintrust Arena           | 7.000      | Chris Jericho vs. Jon Moxley            |
| Revolution (2021) | 7 de marzo de 2021    | Jacksonville, Florida      | Daily's Place            | 1.300      | Kenny Omega vs. Jon Moxley              |
| Revolution (2022) | 6 de marzo de 2022    | Orlando, Florida           | Addition Financial Arena | 8.359      | "Hangman" Adam Page vs. Adam Cole       |
| Revolution (2023) | 5 de marzo de 2023    | San Francisco, California  | Chase Center             | 9.000      | MJF vs. Bryan Danielson.                |
| Revolution (2024) | 3 de marzo de 2024    | Greensboro, North Carolina | Greensboro Coliseum      | 16,878     | Sting & Darby Allin vs. The Young Bucks |
| Revolution (2025) | 9 de marzo de 2025    | Los Angeles, California    | Crypto.com Arena         | 11,670     | Jon Moxley vs. Cope vs. Christian Cage  |

## Eventos

### 2020
Revolution 2020 tuvo lugar el 29 de febrero de 2020 desde el Wintrust Arena en Chicago, Illinois. El tema oficial del evento fue "Revelation" de Zardonic.

#### Antecedentes
El 11 de diciembre de 2019 en el episodio de Dynamite, el Campeón Mundial de AEW Chris Jericho invitó a Jon Moxley a unirse a The Inner Circle. Después de considerar sus elecciones durante varias semanas, Moxley finalmente acordó unirse al grupo el 7 de enero de 2020 en el episodio de Dynamite. Sin embargo, más tarde se reveló que era una artimaña ya que Moxley atacaría posteriormente a Jericho y Sammy Guevara. El 22 de enero en el episodio de Dynamite, Moxley derrotó a PAC para convertirse en el contendiente número uno por el Campeonato Mundial de AEW de Jericho en Revolution.
Al comienzo de la fundación de AEW, Cody tomó a MJF como su protegido, que a menudo acompañaba a Cody para las luchas. En Full Gear el 9 de noviembre de 2019, Cody se enfrentó a Chris Jericho por el Campeonato Mundial de AEW con la estipulación de que si Cody perdía, nunca volvería a luchar por el título. Mientras Jericho tenía a Cody en el control de sumisión Liontamer, MJF tiró la toalla, ya que sintió que Cody no podía continuar, por lo que Jericho retuvo, evitando que Cody vuelva a pelear por el título. Después del combate, MJF consoló a un Cody decepcionado, pero luego atacó hacia Cody ejecutando un golpe bajo sobre él. En el siguiente episodio de Dynamite, MJF llamó a Cody mentiroso y sociópata y afirmó que si no hubiera evitado que Cody ganara, su carrera habría terminado. Cody llegó al ring pero fue atacado por el debutante Wardlow, revelado como el guardaespaldas de MJF. Aparentemente negándose a enfrentar a Cody en un mano a mano, Cody le pidió a MJF que nombrara su precio. MJF estableció tres condiciones que Cody debía cumplir para que se produjera un combate entre ellos en Revolution: no podía tocar a MJF hasta el combate, tendría que derrotar a Wardlow en un Steel Cage Match y tendría que tomar diez latigazos con un cinturón de cuero en la televisión en vivo. Cody aceptó todas las estipulaciones. El 5 de febrero de 2020 en Dynamite, Cody tomó los diez latigazos de MJF, incluido uno de Wardlow. Enfurecido porque Cody prevaleció, MJF le dio un golpe bajo a Cody y rápidamente se retiró con Wardlow. El 19 de febrero en Dynamite, Cody derrotó a Wardlow en un Steel Cage Match para que el combate fuera oficial.
El 30 de octubre de 2019 en el episodio de Dynamite, Jake Hager atacó a Dustin Rhodes en un estacionamiento y golpeó su brazo en la puerta de un auto, causándole una lesión (kayfabe). El 12 de febrero de 2020, después de la victoria de Rhodes sobre Sammy Guevara, insultó a Hager por ser un "fracaso" tanto en la lucha libre profesional como en las artes marciales mixtas, proclamando que quería un combate con él en Revolution, que Hager aceptó, marcando el debut en el ring de Hager en AEW, a pesar de haber estado con la compañía desde el primer episodio de Dynamite el 2 de octubre de 2019.
El 19 de febrero de 2020 en el episodio de Dynamite, The Young Bucks (Matt Jackson y Nick Jackson) ganaron un Tag Team Battle Royal y obtuvieron una oportunidad por el Campeonato Mundial en Parejas de AEW en Revolution. Otros equipos en el Battle Royal fueron Best Friends (Chuck Taylor & Trent?), The Butcher & The Blade, The Dark Order (Alex Reynolds & John Silver), The Hybrid 2 (Angelico & Jack Evans), Jurassic Express (Jungle Boy & Luchasaurus), Private Party (Isiah Kassidy & Marq Quen), Proud and Powerful (Santana & Ortiz), SoCal Uncensored (Frankie Kazarian & Scorpio Sky) y Strong Hearts (CIMA & T-Hawk). En esa misma noche, The Elite (Adam "Hangman" Page & Kenny Omega defendieron sus títulos ante los Lucha Brothers (Pentagón Jr. & Rey Fénix) confirmandose así su lucha titular.

#### Resultados
Entre paréntesis, se indica el tiempo de cada combate.
- The Buy In: The Dark Order (Evil Uno & Stu Grayson) (con Alex Reynolds & John Silver) derrotaron a SoCal Uncensored (Frankie Kazarian & Scorpio Sky). (9:24)
  - Grayson cubrió a Sky con un «Roll-Up».
  - Después de la lucha, The Dark Order atacó a SoCal Uncensored, pero Colt Cabana y Christopher Daniels salieron a detenerlos.
- Jake Hager derrotó a Dustin Rhodes. (14:44)
  - Hager forzó a Dustin a rendirse con un «Kata-gamate».
  - Este fue el debut de Hager como luchador en AEW.
- Darby Allin derrotó a Sammy Guevara. (5:00) 
  - Allin cubrió a Guevara después de un «Coffin Drop».
  - Antes de la lucha, ambos se atacaron mutuamente.
- The Elite (Kenny Omega & Adam Page) derrotaron a The Young Bucks (Matt Jackson & Nick Jackson) y retuvieron el Campeonato Mundial en Parejas de AEW. (30:06)
  - Page cubrió a Matt después de un «Buckshot Lariat».
- Nyla Rose derrotó a Kris Statlander y retuvo el Campeonato Mundial Femenino de AEW. (12:49)
  - Rose cubrió a Statlander después de un «Beast Bomb» desde la segunda cuerda.
- MJF (con Wardlow) derrotó a Cody (con Arn Anderson y Brandi Rhodes). (24:39)
  - MJF cubrió a Cody después de golpearlo con un anillo de diamantes.
  - Durante la lucha, Wardlow interfirió a favor de MJF, mientras que Anderson y Brandi interfirieron a favor de Cody.
  - Downstait tocó el tema de entrada de Cody.
- PAC derrotó a Orange Cassidy (con Chuck Taylor & Trent?). (13:02)
  - PAC forzó a Cassidy a rendirse con un «Brutalizer».
  - Durante la lucha, Taylor & Trent? interfirieron a favor de Cassidy, mientras que Lucha Brothers (Pentagón Jr. & Rey Fénix) interfirió a favor de PAC.
- Jon Moxley derrotó a Chris Jericho (con Santana & Ortiz) y ganó el Campeonato Mundial de AEW. (22:21)
  - Moxley cubrió a Jericho después de un «Paradigm Shift».
  - Durante la lucha, The Inner Circle interfirió a favor de Jericho, pero fueron expulsados por la árbitro.

### 2021
Revolution 2021 tuvo lugar el 7 de marzo de 2021 en el Daily's Place en Jacksonville, Florida, debido a la pandemia de COVID-19. Originalmente se iba a llevar a cabo el 27 de febrero, pero fue cambiado de fecha debido la pelea de Canelo Álvarez vs. Avni Yildirim en Miami, y había considerado el 6 de marzo, pero esa fecha no se cumplió debido a un conflicto con UFC 259. Este fue el primer pago por evento de AEW en tener lugar un domingo.

#### Antecedentes
El 20 de enero de 2021 en Dynamite, se anunció una Tag Team Battle Royal para el episodio especial de Dynamite, Beach Break, con los ganadores obteniendo una lucha por el Campeonato Mundial en Parejas de AEW contra The Young Bucks en Revolution; los Bucks también participaron y si hubieran ganado, podrían haber elegido a sus oponentes. Chris Jericho eliminó por última vez a Daunte Martin de Top Flight para ganar la batalla real, lo que le valió a sí mismo y al compañero de MJF de The Inner Circle una lucha por el título en Revolution.
El 2 de diciembre de 2020 en Winter Is Coming, Sting hizo su debut en AEW, salvando a Cody Rhodes, Dustin Rhodes y al Campeón de TNT Darby Allin de una paliza del Team Taz (Brian Cage, Ricky Starks y Powerhouse Hobbs). Sting continuó haciendo apariciones para salvar a Allin del Team Taz, finalmente involucrándose físicamente para evitar la interferencia de Starks y ayudar a Allin a retener su campeonato contra Cage en la noche 2 de New Year's Smash. El 20 de enero de 2021 en Dynamite, Taz declaró que quería llevar el combate al estilo Street Fight y lanzó un desafío a Allin y Sting. Al día siguiente, se anunció que Allin y Sting se enfrentarían al Team Taz (Cage y Starks) en una pelea callejera en Revolution, marcando el primer combate de Sting en AEW y su primer combate en más de cinco años después de su retiro en 2016.
El 20 de enero en Dynamite, se anunció un torneo por una oportunidad por el Campeonato Mundial Femenino de AEW, con la ganadora recibiendo una oportunidad por el título en Revolution. El torneo se dividió en dos grupos separados, con ocho mujeres compitiendo en luchas en los Estados Unidos y las otras ocho compitiendo en Japón, con la ganadora de cada grupo enfrentándose en la final del torneo en el episodio del 3 de marzo de Dynamite para determinar a la ganadora general y contendiente número uno para el Campeonato Mundial Femenino de AEW en Revolution. El grupo de Estados Unidos comenzó durante el episodio del 10 de febrero en Daily's Place. El soporte de Japón comenzó el 15 de febrero y se transmitió en el canal de YouTube de AEW, transmitido desde Ice Ribbon Dojo. Además de Dynamite y YouTube, los combates del torneo se transmitirán el 28 de febrero durante un especial de Bleacher Report, que también contará con un combate por equipos de seis mujeres que enfrentará a la Campeona Mundial Femenina de AEW Hikaru Shida, Mei Suruga y Rin Kadokura contra Emi Sakura, Veny y Maki Itoh.

#### Resultados
Entre paréntesis, se indica el tiempo de cada combate.
- The Buy In: Dr. Britt Baker D.M.D. & Maki Itoh (con Rebel) derrotaron a Riho & Thunder Rosa (14:50).[23]
  - Baker cubrió a Rosa después que Rebel la atacara con una muleta.
  - Originalmente Rebel iba a ser parte de la lucha, pero fue reemplazada por Itoh debido a una lesión.
- The Young Bucks (Matt Jackson & Nick Jackson) derrotaron a The Inner Circle (Chris Jericho & MJF) (con Wardlow) y retuvieron el Campeonato Mundial en Parejas de AEW (17:50).[23]
  - Matt cubrió a Jericho después de un «Meltzer Driver».
  - Durante la lucha, Wardlow interfirió a favor de The Inner Circle.
- Death Triangle (PAC & Rey Fénix) ganaron el Casino Tag Team Battle Royale y una oportunidad por el Campeonato Mundial en Parejas de AEW (26:45).[23]
  - Fénix eliminó finalmente a Jungle Boy, ganando la lucha.
  - Los otros equipos participantes fueron: The Dark Order (Alex Reynolds & John Silver),  Proud-N-Powerful (Santana & Ortiz), The Dark Order (Alan Angels & Preston Vance), The Butcher & The Blade (con The Bunny), Private Party (Isiah Kassidy & Marq Quen), The Sydal Brothers (Matt Sydal & Mike Sydal), The Dark Order (Evil Uno & Stu Grayson), Bear Country (Bear Bronson & Bear Boulder), The Natural Nightmares (Dustin Rhodes & QT Marshall), Jurassic Express (Jungle Boy & Luchasaurus) (con Marko Stunt), SCU (Christopher Daniels & Frankie Kazarian), The Gunn Club (Austin Gunn & Colten Gunn), The Pretty Picture (Peter Avalon & Cezar Bononi) y Varsity Blonds (Brian Pillman Jr. & Griff Garrison).
- Hikaru Shida derrotó a Ryo Mizunami y retuvo el Campeonato Mundial Femenino de AEW (15:10).[23]
  - Shida cubrió a Mizunami después de un «Running Knee».
  - Después de la lucha, Nyla Rose, Dr. Britt Baker D.M.D., Rebel y Maki Itoh atacaron a Shida y Mizunami, pero fueron detenidas por Thunder Rosa.
- Kip Sabian & Miro (con Penelope Ford) derrotaron a Best Friends (Chuck Taylor & Orange Cassidy) (7:50).[23]
  - Miro forzó a Taylor a rendirse con un «Game Over».
  - Antes de la lucha, Miro atacó a Taylor y Cassidy.
- "Hangman" Adam Page derrotó a Matt Hardy (14:40).[23]
  - Page cubrió a Hardy después de un «Buckshot Lariat».
  - Durante la lucha, Private Party (Isiah Kassidy & Marq Quen) interfirió a favor de Hardy, mientras que The Dark Order interfirió a favor de Page.
  - Como resultado, Page recibirá todas las ganancias del primer trimestre de 2021 de Hardy.
- Scorpio Sky derrotó a Penta El Zero M, Cody Rhodes (con Arn Anderson), Lance Archer (con Jake Roberts), Max Caster y Ethan Page en un Face of the Revolution Ladder Match y ganó una oportunidad por el Campeonato TNT de AEW (23:15).[23]
  - Sky ganó la lucha después de descolgar el anillo.
- Sting & Darby Allin derrotaron a Team Taz (Brian Cage & Ricky Starks) (con Powerhouse Hobbs & Hook) en un Street Fight (13:40).[23]
  - Sting cubrió a Starks después de un «Scorpion Death Drop».
  - Durante la lucha, Hobbs y Hook interfirieron a favor de Team Taz.
  - Este fue el primer combate de Sting después de 5 años.
- Kenny Omega (con Don Callis) derrotó a Jon Moxley en un Exploding Barbed Wire Deathmatch y retuvo el Campeonato Mundial de AEW (25:15).[23]
  - Omega cubrió a Moxley después de un «One-Winged Angel» sobre una silla.
  - Durante la lucha, The Good Brothers (Doc Gallows & Karl Anderson) interfirieron a favor de Omega.
  - Después de la lucha, Omega y The Good Brothers atacaron a Moxley, pero fueron detenidos por Eddie Kingston, quien cubrió a Moxley de la explosión del ring.
  - El Megacampeonato de AAA de Omega no estuvo en juego.

### 2022
Revolution 2022 tuvo lugar el 6 de marzo de 2022 en el Addition Financial Arena en Orlando, Florida.

#### Resultados
- The Buy In: Leyla Hirsch derrotó a Kris Statlander (9:50).
  - Hirsch cubrió a Statlander después de un «Moonsault».
- The Buy In: Hook derrotó a QT Marshall (5:00).
  - Hook forzó a Marshall a rendirse con un «Redroom».
- The Buy In: House of Black (Malakai Black, Brody King & Buddy Matthews) derrotaron a Death Triangle (PAC & Penta Oscuro) & Erick Redbeard (con Alex Abrahantes) (17:20).
  - King cubrió a Redbeard después de un «Gutwrench Piledriver».
- Eddie Kingston derrotó a Chris Jericho (13:40).
  - Kingston forzó a Jericho a rendirse con un «American D».
- Jurassic Express (Jungle Boy & Luchasaurus) derrotaron a ReDRagon (Bobby Fish & Kyle O'Reilly) y The Young Bucks (Matt Jackson & Nick Jackson) (con Brandon Cutler) y retuvieron el Campeonato Mundial en Parejas de AEW (18:55).
  - Jungle Boy cubrió a Matt después de un «Thorassic Express».
- Wardlow derrotó a Keith Lee, Powerhouse Hobbs, Ricky Starks, Orange Cassidy y Christian Cage en un Face of the Revolution Ladder Match y ganó una oportunidad por el Campeonato TNT de AEW (17.20).
  - Wardlow ganó la lucha después de descolgar el anillo.
  - Durante la lucha, Danhausen atacó a Starks.
- Jade Cargill (con Mark Sterling) derrotó a Tay Conti (con Anna Jay) y retuvo el Campeonato TBS de AEW (6:50).
  - Cargill cubrió a Conti después de un «Jaded».
  - Durante la lucha, Sterling interfirió a favor de Cargill, mientras que Jay interfirió a favor de Conti atacando a Cargill con unas sillas.
- CM Punk derrotó a MJF en un Dog Collar Match (25:45).
  - Punk cubrió a MJF después de atacarlo con el AEW Diamond Ring.
  - Durante la lucha, Wardlow interfirió a favor de Punk, y en contra de MJF.
- Dr. Britt Baker D.M.D. (con Rebel & Jamie Hayter) derrotó a Thunder Rosa y retuvo el Campeonato Mundial Femenino de AEW (17:25).
  - Baker cubrió a Rosa después de un «Curb Stomp».
  - Durante la lucha, Baker le aplico un «Curb Stomp» sobre su título.
  - Durante la lucha, Rebel y Hayter interfirieron a favor de Baker.
- Jon Moxley derrotó a Bryan Danielson (21:05).
  - Moxley cubrió a Danielson después de revertir un «Triangle Choke» en un «Roll-Up».
  - Después la lucha, ambos se atacaron mutuamente, pero fueron detenidos por William Regal.
- Sting, Sammy Guevara & Darby Allin derrotaron a A.H.F.O. (Andrade El Ídolo, Matt Hardy & Isiah Kassidy) (con Mark Quen y José the Assistant) en un Tornado Six-Man Tag Team Match (13:20).
  - Allin cubrió a Hardy después de un «Coffin Drop».
  - Durante la lucha, Quen, José, The Butcher & The Blade interfirieron a favor de  A.H.F.O.
- "Hangman" Adam Page derrotó a Adam Cole y retuvo el Campeonato Mundial de AEW (25:45).
  - Page cubrió a Cole después de un «Buckshot Lariat».
  - Durante la lucha, ReDRagon (Bobby Fish & Kyle O'Reilly) interfirieron a favor de Cole, mientras que The Dark Order lo hicieron a favor de Page.

### 2023
Revolution 2023 tuvo lugar el 5 de marzo de 2023 en el Chase Center en San Francisco, California. Fue el primer evento pago por visión de AEW en el 2023.

#### Resultados
- The Buy In: Mark Briscoe & Lucha Bros (Penta El Zero M & Rey Fénix) (con Alex Abrahantes) derrotaron a Ari Daivari & Varsity Athletes (Tony Nese & Josh Woods) (con Mark Sterling) (12:50).
  - Briscoe cubrió a Daivari después de un «Froggy Bow».
  - Durante la lucha, Sterling interfirió a favor de Varsity Athletes, mientras que Abrahantes interfirio a favor de los faces.
  - Después de la lucha, Penta atacó a Sterling.
- Ricky Starks derrotó a Chris Jericho (13:35).
  - Starks cubrió a Jericho después de un «Roshambo».
  - Jericho Appreciation Society tenía prohibida la entrada a ringside, pero durante la lucha, Sammy Guevara interfirió a favor de Jericho, pero fue detenido por Action Andretti.
- "Jungle Boy" Jack Perry derrotó a Christian Cage en un Final Burial Match (19:17).
  - Perry ganó la lucha después de meter a Cage en un ataúd y enterrarlo (kayfabe).
- House of Black (Malakai Black, Brody King & Buddy Matthews) (con Julia Hart) derrotaron a The Elite (Kenny Omega, Matt Jackson & Nick Jackson) (con Brandon Cutler & Michael Nakazawa) y ganaron el Campeonato Mundial de Tríos de AEW (18:00). 
  - Black cubrió a Nick después de un «Dante's Inferno».
  - Durante la lucha, Hart interfirió a favor de House of Black, pero fue atacada accidentalmente por Omega.
- Jamie Hayter (con Dr. Britt Baker D.M.D) derrotó a Ruby Soho y Saraya (con Toni Storm) y retuvo el Campeonato Mundial Femenino de AEW (10:01).
  - Hayter cubrió a Soho con un «Roll-Up».
  - Durante la lucha, Storm interfirió a favor de Saraya, mientras que Baker interfirió a favor de Hayter.
  - Después de la lucha, Soho y Hayter se dieron la mano en señal de respeto, pero Soho la atacó y cambió a heel por primera vez desde 2018.
  - Después de lo sucedido, Saraya, Storm y Soho atacaron a Hayter, Baker y un camarógrafo.
- "Hangman" Adam Page derrotó a Jon Moxley en un Texas Death Match (24:45).
  - Page forzó a Moxley a rendirse después de ahorcarlo con una cadena.
- Wardlow derrotó a Samoa Joe y ganó el Campeonato TNT de AEW (10:40).
  - Wardlow dejó inconsciente a Joe con un «Coquina Clutch».
- The Gunns (Austin Gunn & Colten Gunn) derrotaron a The Acclaimed (Anthony Bowens & Max Caster) (con Billy "Daddy Ass"), Jeff Jarrett & Jay Lethal (con Sonjay Dutt & Satnam Singh) y Orange Cassidy & Danhausen y retuvieron el Campeonato Mundial en Parejas de AEW (22:02).
  - Austin cubrió a Danhausen después de un «3D».
  - Durante la lucha, Dutt y Singh interfirieron a favor de Lethal & Jarret, mientras que "Daddy Ass" interfirió a favor de The Acclaimed.
  - Después de la lucha, FTR (Cash Wheeler & Dax Harwood) hicieron su regreso y atacaron a The Gunns.
- MJF derrotó a Bryan Danielson en un 60-Minute Iron Man Match y retuvo el Campeonato Mundial de AEW (1:05:20).
  - MJF ganó la lucha con un resultado de 4-3.
    - Danielson cubrió a MJF después de un «Busaiku Knee» (0-1) (25:28).
    - MJF fue descalificado después de golpear a Danielson con un «Low Blow» (0-2) (26:35).
    - MJF cubrió a Danielson después del «Low Blow» (1-2) (26:43).
    - MJF cubrió a Danielson inmediatamente después del pin anterior (2-2) (26:46).
    - MJF cubrió a Danielson después de un «Heat Seeker» (3-2) (40:30).
    - Danielson forzó a MJF a rendirse con un «Regal Stretch» (3-3) (49:20).
    - MJF forzó a Danielson a rendirse con un «LeBell Lock» (4-3) (1:05:20).

  - Originalmente, la lucha había acabado en empate, sin embargo por órdenes de Tony Khan se reprogramo la lucha hasta que hubiese un ganador.

### 2024
Revolution 2024 tuvo lugar el 3 de marzo de 2024 en el Greensboro Coliseum en Greensboro, North Carolina. Fue el primer evento pago por visión de AEW en el 2024. Este evento se destacó por tener en su cartelera la última lucha en la carrera de Sting.

#### Antecedentes
Tras la victoria de Sting y Darby Allin en Dynamite: Homecoming el 10 de enero y con Revolution acercándose rápidamente, Tony Schiavone preguntó a Sting quién sería su último rival. Antes de que Sting pudiera responder, The Young Bucks (Matt Jackson y Nick Jackson) interrumpieron, en la que fue su primera aparición desde Full Gear en noviembre de 2023. Los dos equipos posteriormente se enfrentaron, con los comentaristas dando a entender que The Young Bucks querían desafiar a Sting y Allin para el último combate de Sting. La semana siguiente, The Young Bucks, ahora prefiriendo individualmente ser llamados Matthew y Nicholas, dijeron que tomarían sus papeles como vicepresidentes ejecutivos de AEW más en serio, y dijeron que aunque respetaban a Sting, era hora de decir adiós. Más tarde, Allin recapituló que él y Sting estaban invictos como parejas y que terminarían su historia juntos como Campeones Mundiales en Parejas de AEW. Como Sting y Allin eran el equipo en parejas número uno, estaban programados para desafiar a Ricky Starks y Big Bill por el campeonato en un  Tornado Tag Team match en el episodio del 7 de febrero. Más tarde, Allin recapituló que él y Sting estaban invictos como equipo y que terminarían su historia juntos como campeones en pareja. Posteriormente ganaron el título en el episodio del 7 de febrero, pero después del combate, fueron brutalmente atacados por The Young Bucks.
En Worlds End el 30 de diciembre de 2023, Adam Cole fue revelado como el hombre con la máscara del diablo que había estado atacando a MJF durante los meses anteriores. También se reveló que los enmascarados del diablo eran Roderick Strong, Matt Taven, Mike Bennett y Wardlow. En el siguiente episodio de Dynamite, el grupo se autodenominó como The Undisputed Kingdom, y expuso sus objetivos, que incluían la captura del Campeonato Internacional de AEW por Strong. Dos semanas más tarde, Strong, Bennett y Taven se enfrentaron al Campeón Internacional Orange Cassidy después de su lucha. Cassidy se ofreció a defender el título contra Strong en ese mismo momento, pero Strong lo rechazó y dijo que quería enfrentarse a Cassidy por el título en Revolution, lo que más tarde se hizo oficial.
Después de que Samoa Joe ganara el Campeonato Mundial de AEW en Worlds End el 30 de diciembre de 2023, apareció en Dynamite: Homecoming el 10 de enero de 2024, donde se enfrentó a varios luchadores que querían disputarle el título. Con Swerve Strickland y «Hangman» Adam Page empatados en la clasificación, se programó un combate entre ambos para el episodio del 7 de febrero de Dynamite, en el que el ganador se enfrentaría a Joe por el Campeonato Mundial de AEW en Revolution. Sin embargo, su combate terminó en empate a 30 minutos, y el presidente de AEW, Tony Khan, decidió que Joe defendería el título contra Page y Strickland en un combate a tres bandas en Revolution.
En el episodio del 3 de enero de Dynamite, la exluchadora de 
TNA, Deonna Purrazzo se enfrentó a la socia de «Timeless» Toni Storm, Mariah May, y anunció oficialmente su fichaje por AEW. Purrazzo entonces dejó claras sus intenciones de ir tras el Campeonato Mundial Femenino de AEW de Storm. Con la reintroducción del sistema de clasificación en AEW, Purrazzo ascendió rápidamente en la clasificación hasta convertirse en la aspirante número uno para enfrentarse a Storm por el campeonato en Revolution.

#### Resultados
- Zero Hour: The Bang Bang Scissors Gang (Jay White, Austin Gunn, Colten Gunn, Max Caster, Anthony Bowens & Billy «Daddy Ass») derrotó a Jeff Jarrett, Jay Lethal, Satnam Singh, Willie Mack & Private Party (Isiah Kassidy & Marq Quen) (con Sonjay Dutt & Karen Jarrett) (12:25).
  - White cubrió a Mack después de un «Blade Runner».
- Zero Hour: Kris Statlander & Willow Nightingale (con Stokely Hathaway) derrotaron a Julia Hart & Skye Blue (13:30).
  - Nightingale cubrió a Blue después de un «Doctor Boom».
- Christian Cage (con Killswitch, Nick Wayne & Shayna Wayne) derrotó a Daniel Garcia (con «Daddy Magic» Matt Menard) y retuvo el  Campeonato TNT de AEW  (16:50).
  - Cage cubrió a Garcia después de un «Killswitch».
  - Durante la lucha, Killswitch, Nick y Shayna interfirieron a favor de Cage, mientras que Menard lo hizo a favor de Garcia.
- Eddie Kingston derrotó a Bryan Danielson y retuvo el Campeonato de la Corona Continental de AEW (19:45).
  - Kingston cubrió a Danielson después de un «Thunder Fire Powerbomb».
  - Como resultado, Danielson tuvo que darle la mano a Kingston en señal de respeto.
- Wardlow derrotó a Dante Martin, Lance Archer, Powerhouse Hobbs, Hook, Chris Jericho, Brian Cage y Magnus en un All-Star Scramble Match y ganó una oportunidad por el Campeonato Mundial de AEW (16:23).
  - Wardlow cubrió a Martin después de un «Powerbomb Symphony».
- Roderick Strong (con Matt Taven & Mike Bennett) derrotó a  Orange Cassidy y ganó el Campeonato Internacional de AEW (12:44).
  - Strong cubrió a Cassidy después de un «End of Heartache».
  - Después de la lucha, Kyle O'Reilly hizo su regreso y confrontó a Strong.
- Blackpool Combat Club (Jon Moxley & Claudio Castagnoli) derrotó a FTR (Cash Wheeler & Dax Harwood) (21:49).
  - Moxley forzó a Harwood a rendirse con un «Bulldog Choke».
- «Timeless» Toni Storm (con Luther & Mariah May) derrotó a Deonna Purrazzo y retuvo el Campeonato Mundial Femenino de AEW (12:16). 
  - Storm cubrió a Purrazzo después de un «Storm Zero».
  - Durante la lucha, Luther y May interfirieron a favor de Storm.
- Will Ospreay derrotó a Konosuke Takeshita (con Don Callis) (21:57).
  - Ospreay cubrió a Takeshita después de un «Hidden Blade».
  - Esta lucha fue calificada con 5.75 estrellas por Dave Meltzer.
- Samoa Joe derrotó a Swerve Strickland (con Prince Nana) y «Hangman» Adam Page y retuvo el Campeonato Mundial de AEW (19:41).
  - Joe forzó a Page a rendirse con un «Coquina Clutch».
- Sting & Darby Allin (con Ric Flair, Ricky Steamboat, Garret Lee Borden & Steve Borden Jr.) derrotaron a The Young Bucks (Matthew Jackson & Nicholas Jackson) en un Tornado Tag Team Match y retuvieron el Campeonato Mundial en Parejas de AEW (21:25).
  - Sting forzó a Matthew a rendirse con un «Scorpion Deathlock».
  - Durante la lucha, Garret Lee y Steve Jr. (hijos de Sting), Flair y Steamboat interfirieron a favor de Sting & Allin.
  - Durante la lucha, Allin sufrió un corte real con un pedazo de vidrio, por lo que fue sacado de la lucha, sin embargo terminó volviendo al ring.
  - Éste fue el último combate de Sting como luchador activo, por lo que los campeonatos quedaron vacantes.

### 2025
Revolution 2025 tuvo lugar el 9 de marzo de 2025 en el Crypto.com Arena en Los Angeles, California. Fue el primer evento pago por visión de AEW en el 2025, trasmitiéndose por el servicio de streaming Prime Video.

#### Resultados
- Zero Hour: Komander & Hologram derrotaron a Lee Johnson & Blake Christian (9:55).
  - Komander cubrió a Christian después de un «450º Splash».
- Zero Hour: Daniel Garcia & The Undisputed Kingdom (Adam Cole, Roderick Strong & Kyle O'Reilly) derrotaron a Shane Taylor Promotions (Shane Taylor, Lee Moriarty, Carlie Bravo & Shawn Dean) (9:10).
  - Garcia forzó a Dean a rendirse con un «Dragon Slayer».
- Zero Hour: La lucha entre el Campeón Mundial de ROH Chris Jericho (con Big Bill & Bryan Keith) y Gravity terminó sin resultado.
  - Antes del inicio de la lucha, Jericho atacó a Gravity con un bate.
  - Como resultado, Jericho retuvo el título.
- Zero Hour: «Big Boom» A.J. & The Conglomeration (Mark Briscoe & Orange Cassidy) (con Big Justice & The Rizzler) derrotaron a Johnny TV & MxM Collection (Mansoor & Mason Madden) (con Taya Valkyrie) (12:55).
  - A.J cubrió a Madden después de un «Triple Powerbomb».
  - Durante la lucha, Valkyrie interfirió a favor de Johnny TV, pero fue detenida por Harley Cameron.
  - Después de la lucha, Powerhouse Hobbs atacó a Madden, mientras que Adam DeVine y Tony Cavalero atacaron a Mansoor.
- «Hangman» Adam Page derrotó a MJF (19:10).
  - Page cubrió a MJF después de un «Buckshot Lariat».
- Mercedes Moné derrotó a Momo Watanabe y retuvo el Campeonato TBS de AEW (18:30).
  - Moné forzó a Watanabe a rendirse con un «Statement Maker».
  - El Campeonato Femenino STRONG y el Campeonato Indiscutible Británico Femenino de Moné no estuvieron en juego.
- Swerve Strickland (con Prince Nana) derrotó a Ricochet y ganó una oportunidad por el Campeonato Mundial de AEW (18:10).
  - Strickland cubrió a Ricochet después de un «Big Pressure».
  - Durante la lucha, Nana interfirió a favor de Strickland.
- Kazuchika Okada derrotó a Brody King y retuvo el Campeonato Continental de AEW (10:55).
  - Okada cubrió a King después de un «Rainmaker».
- The Hurt Syndicate (Bobby Lashley & Shelton Benjamin) (con MVP) derrotó a The Outrunners (Turbo Floyd & Truth Magnum) y retuvo el Campeonato Mundial en Parejas de AEW (8:40).
  - Benjamin cubrió a Floyd después de un «Knee Strike».
- «Timeless» Toni Storm derrotó a Mariah May en un Hollywood Ending Match y retuvo el Campeonato Mundial Femenino de AEW (12:55).
  - Storm cubrió a May después de un «Storm Zero» sobre una mesa.
- Kenny Omega derrotó a Konosuke Takeshita (con Don Callis) y ganó el Campeonato Internacional de AEW (28:30).
  - Omega cubrió a Takeshita con un «Roll-Up».
  - Durante la lucha, Callis interfirió a favor de Takeshita.
  - Como resultado, Omega se convirtió en el primer Grand Slam Champion de AEW.
  - El Campeonato de Peso Abierto NEVER de Takeshita no estuvo en juego.
- Will Ospreay derrotó a Kyle Fletcher en un Steel Cage Match (29:00).
  - Ospreay cubrió a Fletcher después de un «Tiger Driver 91».
  - Durante la lucha, Mark Davis interfirió a favor de Fletcher.
- Jon Moxley derrotó a Cope y Christian Cage y retuvo el Campeonato Mundial de AEW (26:35).
  - Moxley dejó inconsciente a Cage con un «Bulldog Choke».
  - Originalmente, la lucha era entre Moxley y Cope, pero Cage canjeó su contrato del Casino Gauntlet Match mientras la lucha estaba en progreso, convirtiéndola en un Triple Threat Match.
  - Durante la lucha, Wheeler Yuta interfirió a favor de Moxley, mientras que Jay White lo hizo a favor de Cope.
  - Después de la lucha, Swerve Strickland atacó a Moxley.